# Bataille de Hlobane
Guerre anglo-zouloue
Batailles
- Inyezane
- Isandhlwana
- Rorke's Drift
- Eshowe
- Ntombe
- Hlobane
- Kambula
- Gingindlovu
- Ulundi

La bataille de Hlobane est une bataille livrée le 28 mars 1879 en Afrique du Sud, pendant la guerre anglo-zouloue (1879) et lors de laquelle l'impi zoulou des abaQulusi notamment anéantit une colonne britannique.

## Historique
La bataille de Hlobane opposa dans un paysage de collines les forces d’occupation britanniques du colonel Evelyn Wood et du lieutenant-colonel Redvers Buller, sous le haut commandement de lord Frederic Thesiger Chelmsford, aux impis abaQulusi du iNkosi Msebe kaMadaka. Les Zoulous mirent la cavalerie ennemie en déroute qui dut se replier sur Kambula. Malgré ce succès, le prince uHamu kaNzibe, toujours favorable aux Britanniques, se rend à Evelyn Wood avec l'ensemble de ses troupes.

## Conséquences

### Analyse
La bataille de Hlobane fut une victoire zouloue. Le Border Horse, piégé et incapable de se retirer vers Kambula, fut anéanti et les bataillons zoulous aidant les Britanniques décampèrent. Wood était convaincu que les Zulu Impi attaqueraient les ouvrages défensifs de Kambula comme il l'espérait et il s'attendait à la victoire. Le lendemain, lors de la bataille de Kambula, l'armée zouloue est mise en déroute.

### Pertes
Quinze officiers et 110 soldats britanniques ont été tués, huit ont été blessés et 100 soldats africains ont été tués. La perte de chevaux affaiblit gravement la mobilité des survivants.

### Décorations
Le colonel Buller a reçu la Croix de Victoria Cross pour son courage et son leadership remarquables, tout comme le lieutenant Henry Lysons et le soldat Edmund Fowler pour avoir ce matin-là chargé vers les grottes. Le major William Leet et le lieutenant Edward Browne ont reçu la 'Victoria Cross pour être retournés sauver la vie d'hommes blessés lors de la descente à Devil's Pass.
|  |  |

## Romans
- David Ebsworth, The Kraals of Ulundi, Silverwood Books, 2014
- Philippe Morvan, Les fils du ciel, Calmann-Lévy, 2021